# Pfarrkirche Oberpullendorf

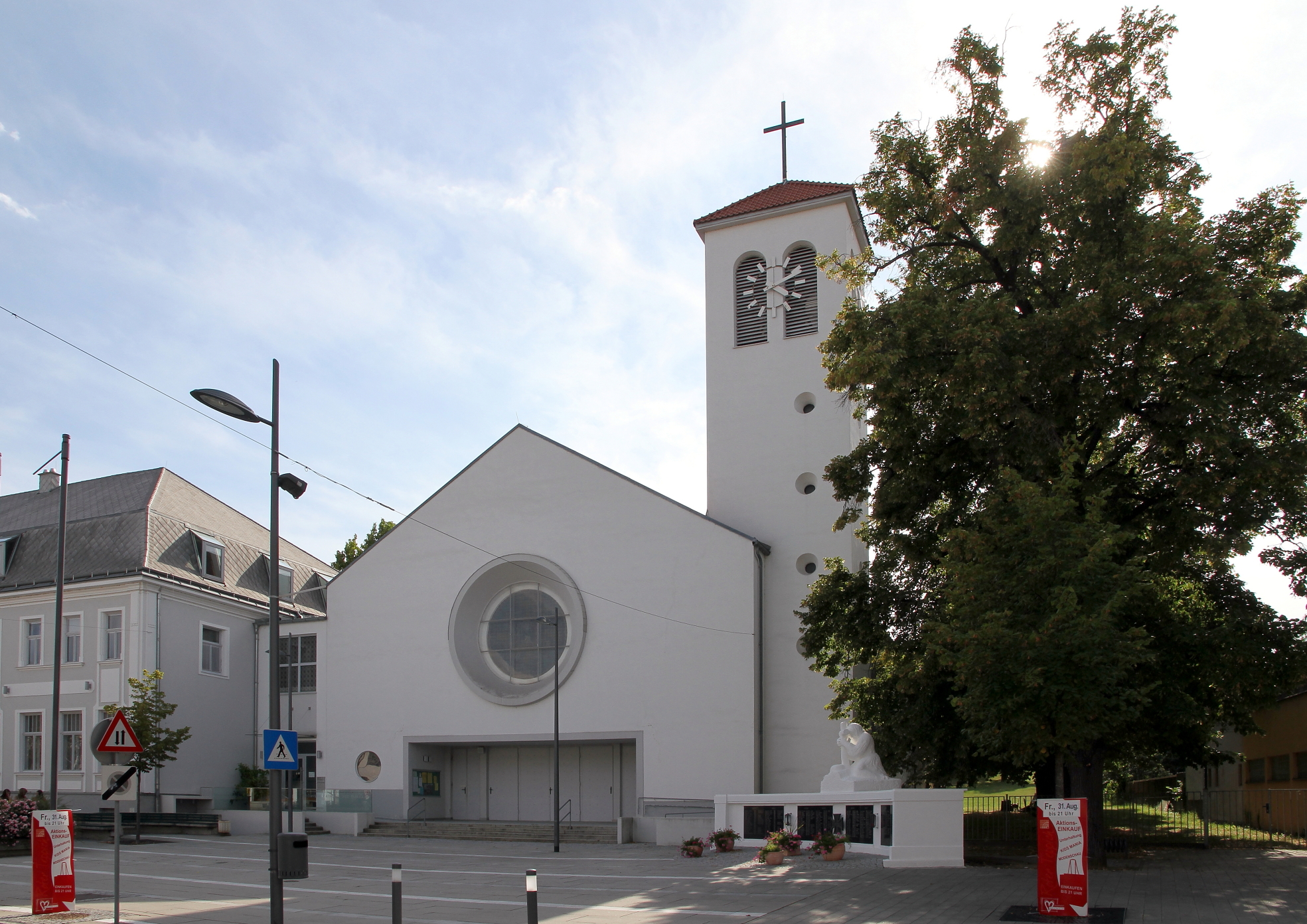
Kath. Pfarrkirche hl. Clemens Maria Hofbauer in Oberpullendorf

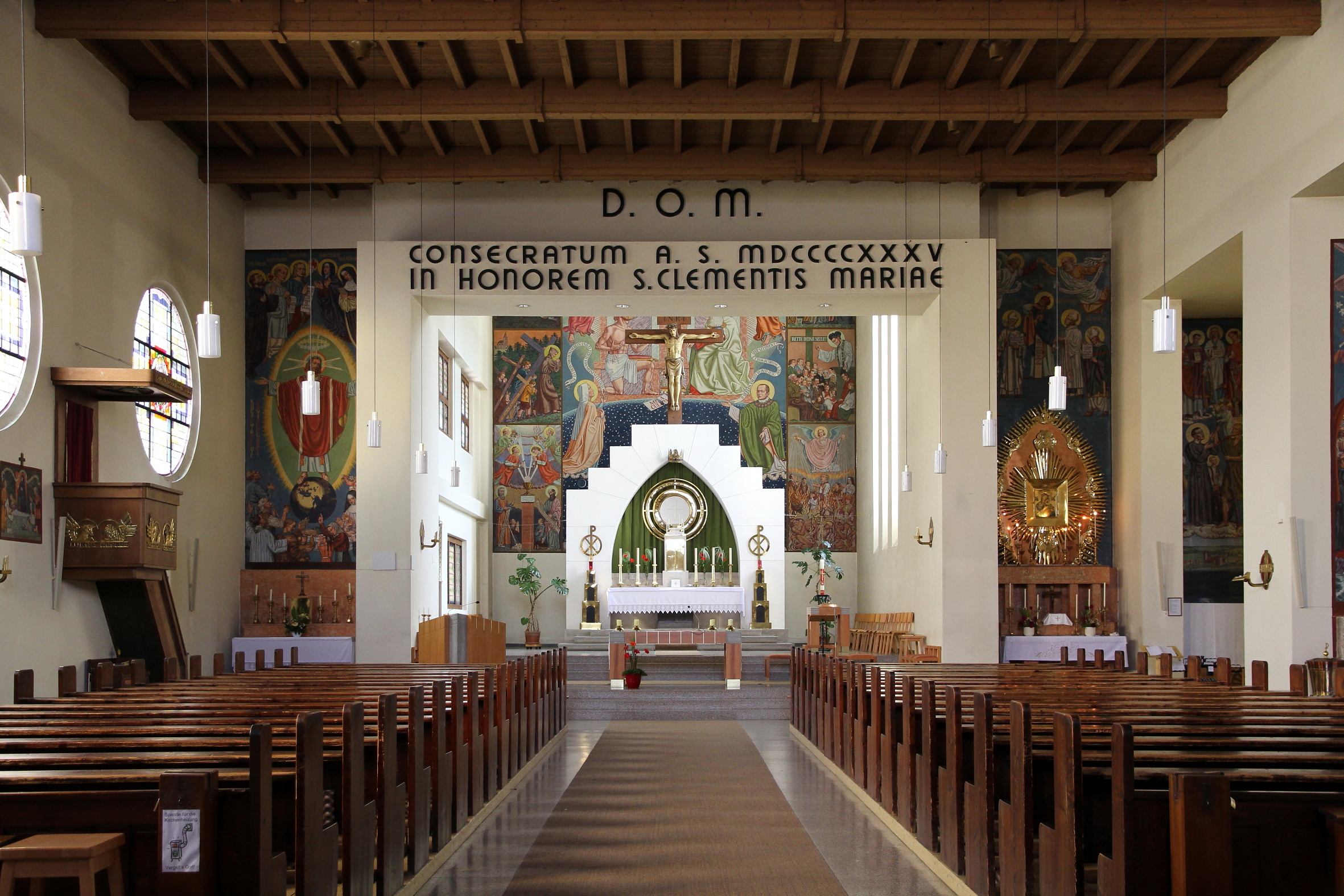
Innenansicht

Die römisch-katholische Pfarrkirche Oberpullendorf steht im Ortszentrum der Gemeinde Oberpullendorf im Bezirk Oberpullendorf im Burgenland. Sie ist zu Ehren des heiligen Klemens Maria Hofbauer geweiht und gehört zum Dekanat Oberpullendorf in der Diözese Eisenstadt. Das Bauwerk steht unter Denkmalschutz.

## Geschichte
Die Kirche wurde 1935 erbaut. An die Kirche schließt ein Redemptoristenkloster an. Bis 1949 war die Pfarre eine Filialkirche der Pfarre Mitterpullendorf.

## Kirchenbau
Kircheninneres
Das Kirchenschiff ist ein Saalbau mit Flachdecke, die durch Gurtbögen unterteilt ist. Ein breitrechteckiger Triumphbogen trennt das Langhaus vom Chor. Der Chor ist gerade geschlossen. Nach rechts ist das Langhaus zum Seitenschiff durch Arkaden geöffnet.

## Ausstattung
In der Kirche steht eine Pietà aus Stein. Sie wurde im 18. Jahrhundert geschaffen und 1978 restauriert.

## Orgel

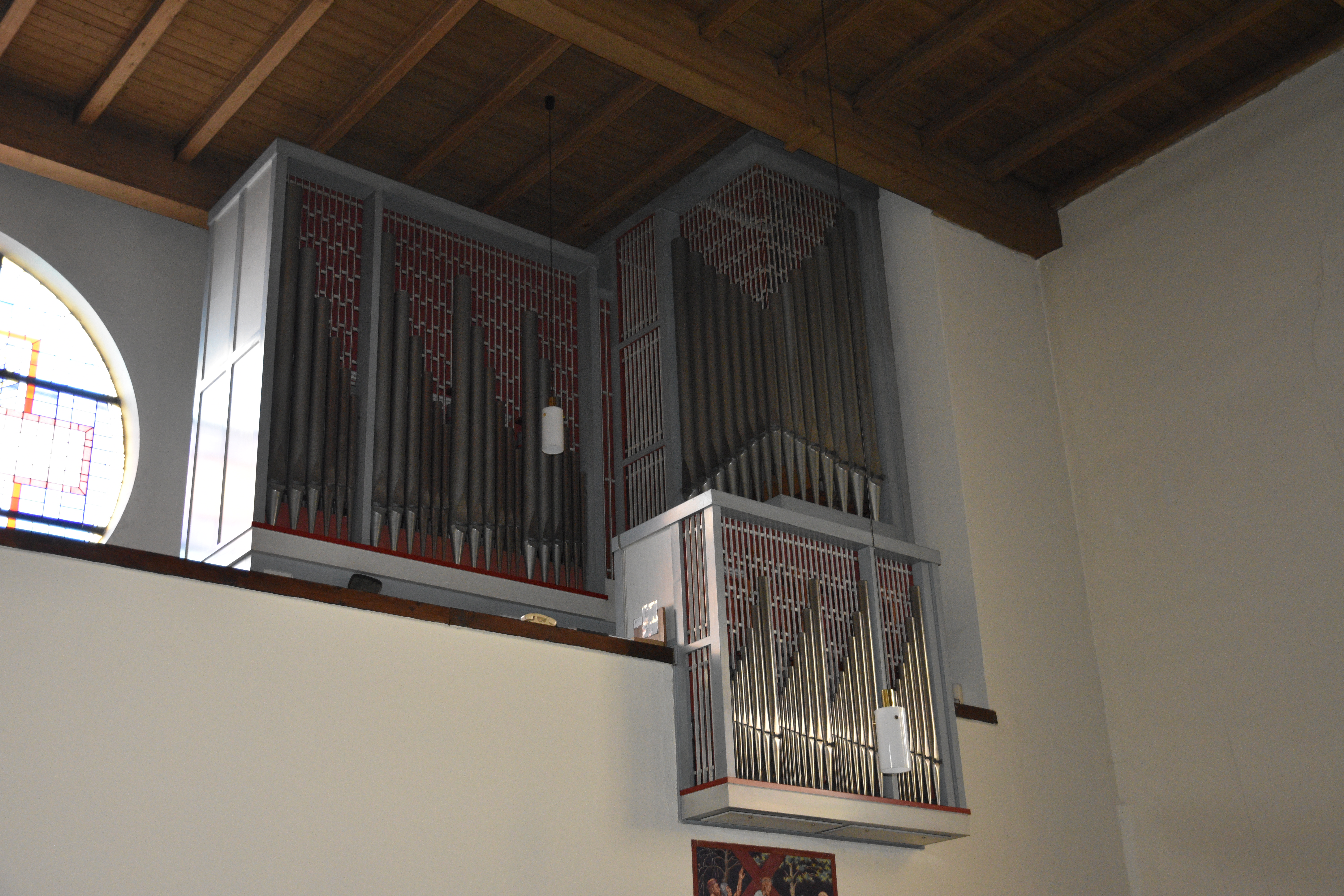
Die neue Orgel

Das ursprüngliche Orgelpositiv stammte aus der zweiten Hälfte des 19. Jahrhunderts und wurde als Chororgel aufgestellt. Die heutige Orgel mit 19 Registern von 1978 wurde von Gregor Hradetzky gebaut.